# Das Freie Wort (Kundgebung)
Das Freie Wort war eine große Protestkundgebung am 19. Februar 1933 gegen die drei Wochen zuvor an die Macht gelangten Nationalsozialisten. Zwei Wochen zuvor waren  die Grundrechte der Weimarer Verfassung, insbesondere die Versammlungs- und Pressefreiheit, durch die Verordnung des Reichspräsidenten zum Schutze des Deutschen Volkes eingeschränkt worden. Etwa 900 Teilnehmer nahmen in der Kroll-Oper in Berlin an der gemeinsam von liberalen, sozialdemokratischen und kommunistischen Politikern organisierten öffentlichen Veranstaltung teil.
Im Vorfeld des Kongresses schrieb das KPD-Mitglied Alfred Kantorowicz in der Welt am Abend, „es gebe Zeiten, da das Freie Wort nicht mehr mit Worten, sondern durch die Tat verteidigt werden müsse.“ Als Reaktion darauf wurde die Zeitung von den Nazis umgehend verboten und gegen den Autor Haftbefehl erlassen.
Im Juni 1932 war ein erfolgloser Dringender Appell für ein Zusammengehen von SPD und KPD im bevorstehenden Reichstagswahlkampf veröffentlicht worden, unterzeichnet unter anderem von Albert Einstein, Erich Kästner, Käthe Kollwitz und Heinrich Mann. Zur Vorbereitung des Kongress veröffentlichte ihn das Initiativkomitee erneut, und 19 von ursprünglich 33 Persönlichkeiten schlossen sich ihm an.
Unter der Redaktion von Willi Münzenberg entstand ein Manifest Das Freie Wort, das in der zugespitzten Lage der Republik sogar strikte Antikommunisten unterstützten. Zu den Unterzeichnern gehörten diesmal Georg Bernhard, Max Brauer, Albert Einstein, Käthe Kollwitz, Kurt Grossmann sowie Heinrich und Thomas Mann.
Der Kongress wurde am 19. Februar im großen Festsaal der Kroll-Oper abgehalten.

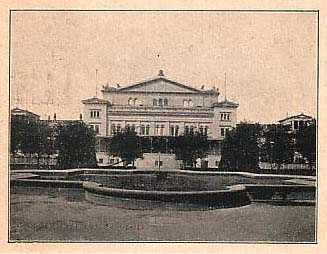
Die Kroll-Oper auf dem Königsplatz, heute Platz der Republik

An der Kundgebung, auf der „zum letzten Mal der Ruf nach Gedankenfreiheit ertönte“, nahmen laut lokaler Presse zwischen 1000 und 2000 vernunftdemokratisch oder antinationalsozialistisch gesinnte Geistesgrößen teil. Der Strafverteidiger von Carl von Ossietzky und spätere Sekretär des Deutschen PEN-Clubs im Exil, Rudolf Olden, nahm ebenso teil wie der Kieler Soziologieprofessor Ferdinand Tönnies, der ehemalige preußische Justizminister Wolfgang Heine oder der Pazifist und Schriftsteller Otto Lehmann-Rußbüldt. Weiter zu nennen sind Harry Graf Kessler, Theodor Lessing, Alfred Döblin und Oberbürgermeister Reuter.
Der Publizist Erich Everth hielt ein flammendes Plädoyer für die Erhaltung der Pressefreiheit. Der Kongress endete mit einer Rede von Wolfgang Heine, sein Thema war „Die Freiheit der Kunst“. Noch vor Beendigung der Kundgebung griffen Polizeioffiziere ein, ließen den Saal räumen und erklärten den Kongress für beendet.
Wenige Tage später kam es auf der gegenüberliegenden Platzseite zum Reichstagsbrand; die daraufhin am 28. Februar vom Reichspräsidenten erlassene Reichstagsbrandverordnung setzte die Grundrechte der Weimarer Verfassung praktisch außer Kraft und war der Ausgangspunkt für die Umwandlung des Deutschen Reiches in die Nazi-Diktatur.